# احتمالية حدوث احترار عالمي
احتمالية الاحترار العالمي هو مقياس نسبي للحرارة التي تحدثها غازات الدفيئة في الغلاف الجوي. إذ تقارن كمية الحرارة المحصورة بكتلة محددة من غاز بالحرارة المحصورة بنفس الكتلة من ثاني أكسيد الكربون. تُحسب احتمالية حدوث الاحترار خلال فترة زمنية محددة، غالباً ما تكون 20 أو 100 أو 500 عام. ويتم التعبير عنها كمعامل من ثاني أكسيد الكربون (حيث المعيار المعتمد لاحتمالية الاحترار العالمي هو 1). في تقرير التقييم الخامس الذي أصدره الفريق الحكومي الدولي عن تغيّر المناخ، تحدد أن عمر غاز الميثان حوالي 12.4 أعوام مع إرجاع كربوني للجو ذو احتمالية 86 خلال 20 عامًا واحتمالية 34 خلال 100 عام كاستجابة للانبعاتات. بتغيّر الأفق الزمني من 20 إلى 100 عام، فإن احتمالية الاحترار العالمي للميثان تنخفض بمعامل مقداره 3.
المواد التي تخضع لقيود اتفاقية كيوتو إما أن تراكيزها تزداد في غلاف الأرض الجوي أو أن لها احتمالية عالية لإحداث احترار.
تعتمد احتمالية حدوث الاحترار العالمي على العوامل التالية:
- امتصاص الأشعة تحت الحمراء من نوع معين
- الموقع الطيفي للأطوال الموجية المستحوذة عليه
- غازات دفيئة من نوع معين

وهكذا فإن احتمالية الاحترار العالمي ترتبط بامتصاص الأشعة تحت الحمراء وطول عمر الجو. اعتمادية احتمالية الاحترار العالمي على طول موجة الامتصاص أمر أكثر تعقيداً. حتى لو امتصّ الغاز الإشعاع بكفاءة عند طول موجي معين، فإن هذا قد لا يؤثر على احتمالية الاحترار المرتبطة به كثيراً إذا كان الجو يمتص معظم الإشعاع عند ذلك الطول الموجي. يكون للغاز أكبر تأثير إذا امتص في طائفة من الأطوال الموجية عندما يكون الجو شفافاً. تم تحديد اعتمادية حدوث الاحترار العالمي كإحدى وظائف الطول الموجي تجريبياً ونشرت كرسم بياني
نظرأ لأن احتمالية حدوث احترار نتيجة غازات الدفيئة يعتمد مباشرةً على طيف الأشعة تحت الحمراء، فإنه من المهم استخدام مطيافية الأشعة تحت الحمراء لدراسة الغازات المسببة للاحتباس الحراري في محاولة فهم تأثير الأنشطة البشرية على تغير المناخ عالمياً.

## أهمية الأفق الزمني
يعتمد مؤشر احتمالية حدوث الاحترار العالمي لمادة ما على عدد السنوات (يشار إليه برقم أسفل النص) التي تحسب الاحتمالية على امتدادها. قد يكون لغاز يزال بسرعة من الغلاف الجوي أثر كبير في البداية، ولكن لفترات زمنية أكبر، بما أنه قد أزيل، يصبح أقل أهمية. وبالتالي فإن للميثان احتمالية 25 على امتداد 100 عام (GWP100=25) ولكن له احتمالية 86 لفترة 20 عام (GWP20=86)؛ وبالعكس، فإن لسداسي فلوريد الكبريت قيمة احتمالية حدوث احترار عالمي تبلغ 22,800 على فترة 100 عام، ولكنها تصبح 16,300 لفترة 20 عامًا (وفق تقرير التقييم الثالث للهيئة الحكومية الدولية المعنية بتغير المناخ) تعتمد قيمة احتمالية حدوث الاحترار العالمي على كيفية تفكك تركيز الغاز مع الزمن في الغلاف الجوي. لا تعرف هذه القيمة بالضبط عادةً وبالتالي فلا يجب أن تعتبر القيم دقيقةً. لهذا السبب فعند إيراد قيمة احتمالية حدوث احترار عالمي يجب تدوين مرجع للحسابات.
يمكن الحصول على قيمة احتمالية حدوث احترار عالمي لخليط من الغازات من المتوسط الحسابي المثقل بنسبة كتل الغازات المفردة.
يشيع استخدام أفق زمني يبلغ 100 عام من قبل الهيئات المنظمة.

## بخار الماء
بخار الماء من غازات الدفيئة الأساسية، ولكن بعض المشاكل تمنع من حساب مؤشر احتمالية حدوث احترار عالمي الخاص به مباشرةً. لبخار الماء طيف امتصاص كبير للأشعة تحت الحمراء بنطاقات امتصاص أكثر وأعرض من ثنائي أكسيد الكربون CO2، وهو يمتص أيضًا كميات غير معدومة من الإشعاع في مناطق الطيف ذات الامتصاص الضعيف لديه. أيضًا، يعتمد تركيزه في الغلاف الجوي على درجة حرار الهواء ووفرة المياه؛ فباستخدام متوسط درجات حرارة عالمي ~16 درجة مئوية، على سبيل المثال، ينتج متوسط رطوبة ~18,000جسيم/مليون عند مستوى سطح البحر (تركيز CO2 ~400جسيم/مليون وبالتالي فإن نسبة تركيزي المركبين لبعضهما تبلغ 45 ضعفًا [H2O]/[CO2]~45x). وعلى عكس بقية غازات الدفيئة، لا يتفكك بخار الماء في البيئة، لذا فإن المتوسط على امتداد أفق زمني ما أو مقياس آخر متوافق مع «التفكك المعتمد على الزمن» المذكور أعلاء يجب أن يستخدم عوضًا عن التفكك المعتمد على الزمن لجزيئات CO2 الاصطناعية أو الفائضة. من المشاكل الأخرى التي تعقد حسابه توزع درجات الحرارة على كوكب الأرض، واختلاف كتل اليابسة في نصفي الكرة الشمالي والجنوبي.

## انتقادات ومقاييس أخرى
احتمالية تغير درجة الحرارة العالمية (جي تي بّي) طريقة أخرى لمقارنة الغازات. ففي حين تقدر احتمالية الاحترار العالمي الحرارة الممتصة، فإن احتمالية تغير درجة الحرارة العالمية تقدر الارتفاع الناتج في متوسط درجة الحرارة السطحية للعالم، على امتداد 20، أو 50، أو 100 سنة قادمة، نتيجة غاز دفيئة، بالنسبة لارتفاع درجة الحرارة التي ستسببه نفس الكتلة من غاز CO2. يتطلب حساب احتمالية تغير درجة الحرارة العالمية نمذجة كيفية امتصاص العالم، وخصوصًا المحيطات، للحرارة. ينشر مؤشر احتمالية تغير درجة الحرارة العالمية في نفس جداول الهيئة الحكومية الدولية المعنية بتغير المناخ التي تنشر قيم احتمالية حدوث احترار عالمي.
يعتبر أن احتمالية حدوث احترار عالمي تصف ملوثات المناخ قصيرة الأجل -كالميثان- بشكل أفضل، إذ يربط تغير معدل انبعاث ملوثات المناخ قصيرة الأجل لكمية ثابتة من CO2.

## وصلات خارجية
- عرض لدور H2O كغاز دفيئة من ريل كليمايت
- احتمالية الاحترار العالمي والمعاني المختلفة لـ CO2e